# Visão da evolução centrada nos genes
A visão da evolução centrada nos genes ou teoria do gene egoísta defende que a evolução ocorre através da sobrevivência diferencial de genes competidores, aumentando a frequência de alelos cujo efeito fenotípico promova efectivamente a sua própria propagação.